# Dynatosoma
Dynatosoma is een muggengeslacht uit de familie van de paddenstoelmuggen (Mycetophilidae).

## Soorten
- D. abdominale (Stæger, 1840)
- D. aurei (Guthrie, 1917)
- D. bifasciata (Walker, 1848)
- D. cochleare Strobl, 1895
- D. coquilletti Landrock, 1918
- D. dihaeta Polevoi in Zaitzev & Polevoi, 1995
- D. fulvidum Coquillett, 1895
- D. fuscicorne (Meigen, 1818)
- D. fuscicornis (Meigen, 1818)
- D. grandis Garrett, 1925
- D. huliphila Garrett, 1925
- D. majus Landrock, 1912
- D. montanus Garrett, 1925
- D. nigripes Sevcik & Papp, 2001
- D. nigromaculatum Lundstrom, 1913
- D. nobile Loew, 1873
- D. norwegiense Zaitzev & Okland, 1994

- D. obscurum Zaitzev, 1988
- D. occidentale Zaitzev, 1988
- D. placidum Johannsen, 1912
- D. reciprocum (Walker, 1848)
- D. rotundatum Zaitzev, 1988
- D. rufescens (Zetterstedt, 1838)
- D. silesiacum Sevcik, 2001
- D. thoracicum (Zetterstedt, 1838)